# Monster Buster Club
 (février 2024).
Si vous disposez d'ouvrages ou d'articles de référence ou si vous connaissez des sites web de qualité traitant du thème abordé ici, merci de compléter l'article en donnant les références utiles à sa vérifiabilité et en les liant à la section « Notes et références ».
Monster Buster Club est une série d'animation en images de synthèse franco-canadienne en 52 épisodes de 22 minutes, créée par Vincent Chalvon-Demersay et David Michel, réalisée par Jean-Louis Vandestoc et diffusée à partir du 29 octobre 2007 sur TFOU. La série a ensuite été diffusée le 2 juin 2008 sur Jetix en Europe. En France, elle a été diffusée sur TF1, Jetix et Disney XD puis rediffusée sur Gulli. Au Québec, elle est diffusée sur Radio-Canada.

## Synopsis
La série met en scène trois adolescents de douze ans, aidés par une fille extra-terrestre nommée Cathy, qui sont chargés de sauver leur ville, Singletown, d'invasions extra-terrestres. Avec son grand-père, Cathy reforme une organisation secrète fondée il y a des siècles, le Monster Buster Club, souvent abrégé MBC. L'objectif du MBC est de localiser les criminels extra-terrestres qui cherchent refuge à Singletown, les capturer et les envoyer aux autorités galactiques.

## Accroche
Salut ! Je m'appelle Cathy. Je suis une extra-terrestre de la planète Rhapsodia. Je suis venue avec mon grand-père pour réactiver un club secret très ancien. Avec mes nouveaux amis, notre mission est de protéger la ville contre les aliens. Nous sommes le Monster Buster Club !

## Fiche technique
Sauf indication contraire, les informations mentionnées dans cette section peuvent être confirmées par la base de données cinématographiques IMDb,  présente dans la section « Liens externes ».
- Titre original : Monster Buster Club
- Réalisation : Jean-Louis Vandestoc (52 épisodes, 2007-2009)
- Création : David Michel et Vincent Chalvon-Demersay
- Scénario : Al Schwartz (52 épisodes, 2007-2009)) et John Derevlany (52 épisodes, 2007-2009)
- Musique : Paul-Étienne Côté (52 épisodes, 2007-2009) et Jeff Fisher (52 épisodes, 2007-2009)
- Production : Vincent Chalvon-Demersay (52 épisodes, 2007-2009) et David Michel (52 épisodes, 2007-2009)

Coproduction : Sylvain Viau (épisodes, 2007-2009)
Production Exécutive : Charles-Henri Moarbes  (52 épisodes, 2007-2009)
- Société de production : Marathon Média et Image Entertainment avec la participation de TF1
- Société de distribution : Marathon Média
- Pays d'origine :  France /  Canada
- Langue originale :  Français
- Animation : Crest Animation Studios
- Avec le soutien de: Centre national du cinéma et de l'image animée, MEDIA, Fonds canadien de télévision, Québec - Crédit d'impôt cinéma et television, Canada - Crédit d'impôt pour production cinématographique ou magnétoscopique canadienne
- Durée : 22 minutes
- Dates de diffusion :
  -  France : 29 octobre 2007 sur TF1
  -  Canada : 3 mai 2008 sur YTV
  -  États-Unis : 9 juin 2008 sur Jetix

### Production technique
- Coopérations: Hewlett-Packard, Dell, Autodesk, Adobe, Nvidia
- Logiciels: Maya, Photoshop, Premiere Pro, After Effects, Mental Ray

## Personnages

### Personnages principaux
- Cathy (Cathy Smith) : Cathy est une fille pétillante d'apparence normale, âgée de 12 ans, mais s'avère en réalité une alien de 1137 ans originaire d'une planète nommée Rhapsodia. Elle est venue sur Terre avec son grand-père, M. Smith, pour relancer le Monster Buster Club, et est constamment surprise des différences existant entre la Terre et Rhapsodia. Elle a de nombreux pouvoirs extra-terrestres, notamment la possibilité d'étirer ses membres et de produire une légère télékinésie, et s'affirme comme la plus optimiste de l'équipe. Son costume MBC est rose. Sous sa forme humaine (qu'elle a elle-même choisie), elle a les cheveux blonds et les yeux bleus. Sa forme rhapsodienne se révèle être un alien humanoïde, blanc avec des taches roses éparses, possédant quatre tentacules en guise de « bras » et autant en guise de « jambes », ainsi que d'autres tentacules sur sa tête, (semblables à une masse de cheveux) et finalement une queue allongée qui rappelle celle d'un renard. Les Rhapsodiens possèdent une longévité bien supérieure à celle des humains.
- Chris (Christopher) : Chris est le génie concepteur de gadgets high-tech du groupe. Il a 12 ans, des cheveux indigo et des yeux bleu foncé. Il est très sympathique et reste souvent au QG pour réunir des renseignements sur l'alien ennemi du moment, s'occuper de l'approvisionnement en armes et gadgets, pendant que le reste du groupe sort pour une mission. Son costume MBC est bleu.
- Sam (Samantha) : Sam est une fille afro-américaine de 12 ans, le plus souvent sérieuse. Elle possède des cheveux brun foncé (attachés en chignons avec deux longues mèches retombant sur les côtés) et des yeux dorés. Bien que le MBC n'ait officiellement aucun chef, elle est non-officieusement le leader, car c'est généralement elle qui élabore plans et stratégies d'attaque pour le groupe. Son costume MBC est jaune.
- Danny (Daniel Jackson) : Danny est un jeune garçon de 12 ans, très enclin à la frime et à la drague (envers Wendy, une jeune snob qui l'ignore le plus souvent). Il a un côté prétentieux et entretient une rivalité avec Mark, un fils à papa : c'est à qui sera le plus célèbre - et donc le plus admiré - dans l'école. Possédant un réel talent pour l'activité physique, il se révèle donc très doué en sport ainsi qu'au combat, lors des missions du MBC. Il a des cheveux bruns relevés en pointes, des yeux verts et une cicatrice sur son sourcil gauche. Son costume MBC est rouge.

### Personnages secondaires
- John : John est le petit frère de Chris. Il prend parfois la place de Chris au QG lorsque celui-ci est en mission ou occupé. Il veut vraiment faire partie du club, mais il est trop jeune pour cela, comme indiqué dans l'épisode "Rester loyal à son club", dans lequel il rejoint un autre groupe de chasseur d'alien, le MBC ne l'ayant pas autorisé à le rejoindre.
- Wendy: Danny est amoureux de Wendy, qui est la fille snob à l'école que fréquentent le MBC. Elle utilise également Danny pour qu'il lui fasse des faveurs, ce qui est montré dans "Toujours Promener le (cyber-) Chien" où elle lui demande de garder son chien, Matisse. Elle dirige notamment le journal de l'école et tente tout pour obtenir un bon scoop.
- Marc : Marc est le rival de Danny dans différents épisodes, il est également le garçon le plus riche de la ville. Il utilise souvent son argent pour essayer de battre Danny ce qui est illustré dans "Mastiquer n'est pas Gagné" lorsqu'il achète tous les chewing-gums de Singletown juste pour devenir meilleur que lui. Marc est également amoureux de Wendy aussi.
- Jeremy: Jeremy est un intello qui dérange souvent Cathy à cause de son amour pour elle. Il fait partie du club d'informatique et est souvent vu en compagnie de Chris.
- Hugo Smith: Hugo Smith est le grand père de Cathy. Il parle 3 000 dialectes alien, ce qui est utile pour le MBC. Il est très mordu de jardinage et possède énormément de plantes aliens.
- Elton : Elton est le cousin de Cathy. Il lit dans les pensées. Il est également le remplaçant de Cathy (illustrée dans l'épisode "il faut sauver le MBC 2eme partie). Son costume MBC est vert.
- Ralph : L'un des deux seuls amis de Marc que celui-ci utilise pour lui apporter des choses et obtenir des informations pour devenir meilleur que Danny. Ralph est également amoureux de Wendy.
- Roy : Le deuxième ami de Marc qu'il utilise aussi pour lui apporter des choses (illustrés dans l'épisode "Bubbleheads") et pour l'aider à devenir meilleur que Danny.
- Gilbert : Alien maniaque qui a hypnotisé tous les élèves de l'école y compris Sam pour ranger toutes ces bandes dessinées. Il a également causé une vague d'hilarité sans le faire exprès dans l'épisode "Attention Chien Hilarant" où toutes les personnes touchées par son rayon se mettaient à rire incontrôlablement.
- M. Fusster : Professeur de science qui ne croit absolument pas à l'existence des aliens. Cela perturbe Cathy qui sait que les aliens existent, elle est souvent en désaccord avec lui ce qui lui cause parfois des ennuis. Les événements récents montrent cependant qu'il connaît les aliens et qu'il en est peut-être même un.
- Principal Rollins : Le genre de principal de collège qui pense que les étudiants sont des soldats et elle utilise souvent les termes comme "Compagnie Halte!" et "En avant, marche!". Elle interfère parfois dans les missions du club, ceci est illustré dans l'épisode "Rester Loyal à son Club" lorsqu'elle oblige tous les élèves à se joindre à un club de l'école. Elle a démontré dans différents épisodes une affection pour M. Smith.

### Ennemis
- Grenouille Herptilius : C'est une grenouille mutante qui s'est posée sur Terre. Vraiment puissant et intelligent, il a pour plan de manger ses ennemis pour obtenir sa vengeance. Il a un petit groupe de grenouilles moins mutées qui l'aident.
- Proskar : Il adore jouer à des jeux aliens. Ses armes sont un laser personnel, un tableau de bord et un gameboard géant. Il suit toujours les règles du jeu et les paris qu'il prend. Il était invaincu jusqu'à ce que Danny le batte au Parchugal.
- Roi Pétalia : L'ancien roi de 17 planètes et 24 Lunes. Il est très égocentrique. Quand il avait le pouvoir, il était défendu des "Robots à Pinces" par le MBC. Il revint plus tard à Singletown, faisant semblant d'être la cible de 2 "Robots Secateurs" qu'il avait embauché. Son véritable objectif était de reconquérir <<son>> royaume en faisant danser Jeremy pour lui prendre ses dons et devenir "le Roi de la danse".
- Les 3 Octovores : Jenny Octovore : Elle est verte. Elle est très rude et obsédée par des expériences. Grand-mère Octovore : Elle est violette. Elle a aidé Jenny à se libérer du QG du MBC dans la 1re partie. Elle est la femme de Grand‑Père Octovore. Grand-père Octovore : Il est acajou. Il a essayé de libérer son épouse Grand-Mère Octovore attrapée par le MBC.
- Les vikings volants: Ils effectuaient des lavages de cerveaux sur les gens (Danny en fait partie) pour voler des objets et pouvoir se construire une arme qui pourrait les aider à décerveler la planète tout entière. La chanson qu'ils jouent dans l'épisode appelé «Vider la tête» est lyrique. Évidemment, ils décervellent les personnes atteintes de la chanson.

## Distribution

### voix originales
- Andrea Libman : Cathy Smith
- Matt Hill : Danny (Daniel Jackson)
- Anna Cummer : Sam (Samantha)
- Samuel Vincent : Chris (Christopher)
- Tabitha St. Germain : Wendy

### voix françaises
- Caroline Combes : Cathy Smith
- Alexis Tomassian : Danny (Daniel Jackson)
- Alexandra Garijo : Sam (Samantha)
- Emmanuel Garijo : Mark, voix additionnelles
- Sauvane Delanoë : Chris (Christopher)/voix additionnelles
- Patrice Baudrier : Elton Smith, le grand père de Cathy
- Delphine Braillon : John/Wendy[3]
- Donald Reignoux : voix additionnelles
- Christophe Lemoine : grand père Octovore

## Production
Bien que la série ait diffusée le 29 octobre 2007, la production a commencé durant le 15 avril 2007. Elle est produite grâce à le logiciel informatique 3D Autodesk Maya.

## Épisodes

### Première saison (2007-2008)
1. Règle 01 : Se Méfier des Majorettes
2. Règle 02 : Garder ses Secrets
3. Règle 03 : Ne jamais Raccrocher
4. Règle 04 : Bien nourrir le Bébé
5. Règle 05 : Les Heures de Colle sont Obligatoires
6. Règle 06 : Promener le Cyber-Chien
7. Règle 07 : Toujours protéger un Roi
8. Règle 08 : La Musique adoucit les Mœurs
9. Règle 09 : Savoir jouer la Comédie
10. Règle 10 : Toujours relever un Défi
11. Règle 11 : Ne pas Toujours aider son Prochain
12. Règle 12 : Ne jamais Remplacer le Père Noël
13. Règle 13 : Ne jamais Prendre la mouche
14. Règle 14 : Rester Loyal à son Club
15. Règle 15 : Respecter les Limites de Vitesse
16. Règle 16 : Ne jamais Rester de Marbre
17. Règle 17 : Toujours Suivre le Guide
18. Règle 18 : Ne jamais Sortir un Soir d'Halloween
19. Règle 19 : Ne pas Perdre la Tête
20. Règle 20 : Recharger ses Batteries
21. Règle 21 : Le Principal a toujours Raison
22. Règle 22 : La vengeance est un Plat qui se Mange Froid
23. Règle 23 : Ne pas se Donner en Spectacle
24. Règle 24 : Mastiquer n'est pas Gagné
25. Règle 25 : Il Faut Sauver le MBC 1re partie
26. Règle 26 : Il Faut Sauver le MBC 2e partie

### Deuxième saison (2009)
1. Règle 27 : Être Heureux comme un Roi
2. Règle 28 : Le Mensonge est un Vilain Défaut
3. Règle 29 : Connais-toi toi Même
4. Règle 30 : Ne pas être Mauvais Perdant
5. Règle 31 : L'Amour rend Fou
6. Règle 32 : Ne pas se Fier à la Météo
7. Règle 33 : Une Prophétie peut en Cacher une Autre
8. Règle 34 : Garder son Sang Froid
9. Règle 35 : Toujours Garder la Forme
10. Règle 36 : Dompter le Monstre en Soi
11. Règle 37 : La Vengeance est un Plat qui se mange... dans l'Espace
12. Règle 38 : Toujours Garder le Pouvoir
13. Règle 39 : Un Artiste peut en Cacher un Autre
14. Règle 40 : Trouver le Truc
15. Règle 41 : Ne pas Perdre la Boule
16. Règle 42 : Défendre la Terre 1ère Partie
17. Règle 43 : Défendre la Terre 2ème Partie
18. Règle 44 : Pour le Meilleur et pour le Pire
19. Règle 45 : Danser est un Sport de Combat
20. Règle 46 : Gare aux Scènes de Ménage
21. Règle 47 : Attention Chien Hilarant
22. Règle 48 : Gare aux Fausses Pistes
23. Règle 49 : Connaître la Chanson
24. Règle 50 : A Chacun son Animal de Compagnie
25. Règle 51 : Prendre des Airs de Princesse
26. Règle 52 : Ne Jamais Abandonner

## Lieu
L'histoire se déroule dans une petite ville calme nommée Singletown, qui existe depuis deux cents ans et a été fondée par un homme nommé Addison Single (qui était en fait un alien "déguisé" en humain). Normale pour ses habitants, Singletown est en fait un lieu de rencontre pour les aliens des différentes parties de la galaxie.